# Eccellenza Lombardia 2016-2017
Il campionato italiano di calcio di Eccellenza regionale 2016-2017 è il ventiseiesimo organizzato in Italia. Rappresenta il quinto livello del calcio italiano.
Questi sono i gironi organizzati dal Comitato Regionale della regione Lombardia.

## Stagione

### Avvenimenti
Iscrizioni in sovrannumero:
- l'A.C. Pavia, escluso dalla Lega Pro nell'estate del 2016, viene rifondato con il nome F.C. Pavia 1911 S.S.D. a r.l. e, tramite il beneficio delle NOIF riguardanti la rinascita dei club professionistici falliti, viene iscritto in sovrannumero nel Girone A

Cambi di denominazione:
- il F.C. Atletico del Garda S.r.l. (Eccellenza, Girone C) di Desenzano del Garda (BS) cambia denominazione in F.C. Montichiari S.r.l.
- il C.S.D. Uesse Villongo Sarnico (Eccellenza, Girone C) di Villongo e Sarnico (BG) cambia denominazione in C.S.D. Uesse Sarnico 1908

Fusioni:
- l'A.C. Gessate (Eccellenza, Girone B) di Gessate (MI) e l'A.S.D. Brera (Prima Categoria, Girone L) di Milano si fondono nel F.C.D. Brera
- l'A.S.D. Nibionno (Eccellenza, Girone B) di Nibionno (LC) e il F.C.D. Oggiono a r.l. (Eccellenza, Girone B, retrocesso) di Oggiono (LC) si fondono nell'A.S.D. NibionnOggiono
- l'U.S.O. Calcio (Eccellenza, Girone B) di Calcio (BG) e l'A.S.D. Romanese (Prima Categoria, Girone F) di Romano di Lombardia (BG) si fondono nell'A.S.D. Calcio Romanese

## Girone A

### Squadre partecipanti
| Club                              | Città                                                | Stadio                                         | Stagione 2015-2016       |
| --------------------------------- | ---------------------------------------------------- | ---------------------------------------------- | ------------------------ |
| A.S.D. Acc. Calcio Vittuone       | Vittuone (MI)                                        | Comunale Sandro Pertini                        | 5ª in Eccellenza/A       |
| A.S.D. Acc. Pavese San Genesio    | Sant'Alessio con Vialone e San Genesio ed Uniti (PV) | Comunale Carlo-Davide-Giampiero (Sant'Alessio) | 15ª in Eccellenza/A      |
| G.S. Arconatese                   | Arconate (MI)                                        | C.S. comunale delle Vittorie                   | 4ª in Eccellenza/A       |
| A.C. Ardor Lazzate                | Lazzate (MB)                                         | C.S. Gianni Brera                              | 3ª in Eccellenza/A       |
| A.S.D. Atletico San Giuliano 1936 | San Giuliano Milanese (MI)                           | C.S. comunale (Sesto Ulteriano)                | 1ª in Promozione/F       |
| F.C.D. Brera                      | Milano                                               | Arena Civica Gianni Brera                      | 11ª in Prima Categoria/L |
| A.S.D. Busto 81                   | Busto Arsizio (VA)                                   | C.S. Sergio Gambini (Olgiate Olona)            | 1ª in Promozione/A       |
| A.S.D. Calvairate                 | Calvairate di Milano                                 | C.S. comunale (Vimodrone)                      | 2ª in Promozione/F       |
| Pol. Fenegrò                      | Fenegrò (CO)                                         | C.S. comunale                                  | 9ª in Eccellenza/A       |
| S.S.D. Lomellina Calcio           | Mede (PV)                                            | C.S. Ugo Fantelli                              | 11ª in Eccellenza/A      |
| F.C. Pavia 1911 S.S.D. a r.l.     | Pavia                                                | Stadio Pietro Fortunati                        | 9ª in Lega Pro/A         |
| A.S. Sancolombano Calcio          | San Colombano al Lambro (MI)                         | C.S. Franco Riccardi                           | 12ª in Eccellenza/B      |
| A.S.D. FBC Saronno 1910           | Saronno (VA)                                         | C.S. comunale (Cesate)                         | 10ª in Eccellenza/A      |
| U.S. Sestese Calcio               | Sesto Calende (VA)                                   | C.S. Alfredo Milano                            | 13ª in Eccellenza/A      |
| A.S.D. Trezzano Calcio            | Trezzano sul Naviglio (MI)                           | C.S. Vigor                                     | 6ª in Eccellenza/A       |
| A.S.D. Union Villa Cassano        | Cassano Magnago (VA)                                 | C.S. comunale                                  | 8ª in Eccellenza/A       |
| F.C. Verbano Calcio               | Besozzo (VA)                                         | Stadio Sergio Marvelli                         | 7ª in Eccellenza/A       |

### Classifica finale
|  | Pos. | Squadra               | Pt | G  | V  | N  | P  | GF | GS | DR  |
|  | ---- | --------------------- | -- | -- | -- | -- | -- | -- | -- | --- |
|  | 1.   | Arconatese            | 76 | 32 | 23 | 7  | 2  | 72 | 28 | +44 |
|  | 2.   | Pavia                 | 74 | 32 | 22 | 8  | 2  | 68 | 19 | +49 |
|  | 3.   | Verbano               | 64 | 32 | 19 | 7  | 6  | 49 | 30 | +19 |
|  | 4.   | Ardor Lazzate         | 58 | 32 | 17 | 7  | 8  | 50 | 38 | +12 |
|  | 5.   | Busto 81              | 56 | 32 | 17 | 5  | 10 | 49 | 39 | +10 |
|  | 6.   | Accademia Pavese      | 41 | 32 | 11 | 8  | 13 | 40 | 38 | +2  |
|  | 7.   | Sancolombano          | 41 | 32 | 9  | 14 | 9  | 25 | 29 | -4  |
|  | 8.   | Calvairate            | 40 | 32 | 10 | 10 | 12 | 42 | 49 | -7  |
|  | 9.   | Fenegrò               | 39 | 32 | 11 | 6  | 15 | 48 | 49 | -1  |
|  | 10.  | Trezzano              | 38 | 32 | 11 | 5  | 16 | 34 | 50 | -16 |
|  | 11.  | Lomellina             | 38 | 32 | 11 | 5  | 16 | 34 | 43 | -9  |
|  | 12.  | Saronno               | 36 | 32 | 9  | 9  | 14 | 43 | 45 | -2  |
|  | 13.  | Sestese               | 36 | 32 | 10 | 6  | 16 | 23 | 43 | -20 |
|  | 14.  | Brera                 | 34 | 32 | 8  | 10 | 14 | 30 | 41 | -11 |
|  | 15.  | Union Villa Cassano   | 31 | 32 | 8  | 7  | 17 | 40 | 55 | -15 |
|  | 16.  | Atletico San Giuliano | 29 | 32 | 6  | 11 | 15 | 23 | 39 | -16 |
|  | 17.  | Vittuone              | 19 | 32 | 4  | 7  | 21 | 30 | 65 | -35 |

Legenda:

      Promosso in Serie D.

      Ammessa ai play-off nazionali.

 Ai play-off o ai play-out.

      Retrocessa in Promozione 2017-2018 dopo i play-out.

      Retrocessa in Promozione 2017-2018.

Note:

Tre punti a vittoria, uno a pareggio, zero a sconfitta.
In caso di arrivo di due o più squadre a pari punti, la graduatoria verrà stilata secondo la classifica avulsa tra le squadre interessate che prevede, in ordine, i seguenti criteri:
- Punti negli scontri diretti
- Differenza reti negli scontri diretti
- Differenza reti generale
- Reti realizzate in generale
- Sorteggio

### Risultati

#### Tabellone
|                       | APV  | ACV  | ARC  | ARD  | ASG  | BRE  | BUS  | CAL  | FEN  | LOM  | PAV  | SAN  | SAR  | SES  | TRE  | UVC  | VER  |
| --------------------- | ---- | ---- | ---- | ---- | ---- | ---- | ---- | ---- | ---- | ---- | ---- | ---- | ---- | ---- | ---- | ---- | ---- |
| Accademia Pavese      | –––– | 2-0  | 2-3  | 3-0  | 2-0  | 1-1  | 0-1  | 1-2  | 4-0  | 2-1  | 0-2  | 0-0  | 2-2  | 2-0  | 2-1  | 0-1  | 0-1  |
| Accademia Vittuone    | 1-1  | –––– | 2-4  | 2-3  | 1-1  | 1-2  | 1-2  | 1-1  | 0-2  | 1-2  | 0-5  | 0-0  | 1-5  | 0-0  | 2-0  | 4-0  | 0-1  |
| Arconatese            | 0-0  | 1-0  | –––– | 1-1  | 1-0  | 3-0  | 3-1  | 6-1  | 1-0  | 1-0  | 1-3  | 3-0  | 2-1  | 4-0  | 2-1  | 1-1  | 0-0  |
| Ardor Lazzate         | 2-1  | 4-0  | 0-2  | –––– | 1-0  | 1-2  | 1-1  | 2-0  | 2-0  | 1-0  | 0-0  | 3-1  | 0-0  | 2-0  | 2-0  | 1-1  | 3-2  |
| Atletico San Giuliano | 1-0  | 1-0  | 2-3  | 1-3  | –––– | 1-1  | 0-1  | 0-0  | 2-0  | 0-0  | 0-1  | 0-0  | 2-1  | 1-1  | 1-1  | 2-2  | 1-3  |
| Brera                 | 0-1  | 1-0  | 1-3  | 0-0  | 0-0  | –––– | 0-2  | 1-1  | 3-2  | 0-0  | 1-3  | 0-0  | 2-1  | 1-2  | 3-1  | 0-0  | 1-2  |
| Busto 81              | 1-0  | 2-0  | 1-1  | 2-3  | 0-1  | 2-1  | –––– | 2-0  | 3-1  | 1-2  | 2-2  | 3-0  | 3-0  | 3-2  | 3-1  | 2-0  | 0-3  |
| Calvairate            | 1-4  | 2-1  | 4-5  | 3-1  | 1-0  | 1-1  | 1-0  | –––– | 1-2  | 3-1  | 0-2  | 2-2  | 1-1  | 0-0  | 0-1  | 1-0  | 2-1  |
| Fenegrò               | 4-0  | 4-2  | 1-2  | 2-2  | 1-0  | 2-1  | 5-0  | 3-3  | –––– | 0-1  | 1-1  | 1-2  | 1-1  | 2-0  | 1-2  | 1-0  | 1-1  |
| Lomellina             | 3-0  | 3-2  | 2-1  | 0-3  | 0-2  | 0-1  | 2-0  | 0-0  | 3-1  | –––– | 0-2  | 0-0  | 3-2  | 0-1  | 1-2  | 2-3  | 0-2  |
| Pavia                 | 2-0  | 6-1  | 1-1  | 5-3  | 3-1  | 1-0  | 3-0  | 2-0  | 0-0  | 3-1  | –––– | 1-2  | 1-0  | 5-0  | 2-0  | 3-0  | 1-1  |
| Sancolombano          | 1-1  | 0-0  | 0-2  | 2-0  | 1-0  | 1-0  | 2-0  | 1-1  | 0-1  | 1-1  | 0-2  | –––– | 0-0  | 0-0  | 1-2  | 2-1  | 0-0  |
| Saronno               | 3-4  | 5-3  | 1-1  | 1-2  | 3-1  | 2-3  | 1-2  | 0-4  | 1-0  | 0-1  | 0-0  | 1-0  | –––– | 3-1  | 1-0  | 0-0  | 0-1  |
| Sestese               | 0-0  | 0-0  | 0-2  | 1-0  | 1-0  | 2-0  | 0-2  | 2-1  | 3-0  | 1-0  | 0-2  | 0-2  | 1-2  | –––– | 1-0  | 1-4  | 0-1  |
| Trezzano              | 0-0  | 0-2  | 1-6  | 0-1  | 1-1  | 2-2  | 0-4  | 2-1  | 3-2  | 1-0  | 0-1  | 1-2  | 2-2  | 1-0  | –––– | 3-2  | 0-1  |
| Union Villa Cassano   | 1-3  | 0-1  | 1-3  | 3-0  | 5-0  | 2-1  | 3-3  | 1-2  | 1-5  | 2-4  | 1-1  | 2-1  | 0-3  | 1-3  | 0-1  | –––– | 2-0  |
| Verbano               | 3-2  | 4-1  | 0-3  | 2-3  | 1-1  | 1-0  | 0-0  | 3-2  | 4-1  | 3-0  | 3-2  | 0-0  | 1-0  | 2-0  | 1-4  | 1-0  | –––– |

### Play-off
Pavia qualificato direttamente ai play-off nazionali avendo accumulato un distacco superiore ai 9 punti nei confronti della terza classificata Verbano.

### Play-out
|                     | Risultati |                     | Luogo e data                   |
| ------------------- | --------- | ------------------- | ------------------------------ |
| Union Villa Cassano | 2-1       | Brera               | Cassano Magnago, 7 maggio 2017 |
| Brera               | 0-2       | Union Villa Cassano | Vittuone, 14 maggio 2017       |

## Girone B

### Squadre partecipanti
| Club                            | Città                             | Stadio                                 | Stagione 2015-2016  |
| ------------------------------- | --------------------------------- | -------------------------------------- | ------------------- |
| A.S.D. AlbinoGandino            | Albino e Gandino (BG)             | C.S. comunale Falco (Albino)           | 2ª in Promozione/C  |
| A.C.D. Brianza Cernusco Merate  | Cernusco Lombardone e Merate (LC) | C.S. Cavalier Enrico Ferrario (Merate) | 1ª in Promozione/B  |
| A.S.D. Brugherio Calcio 1968    | Brugherio (MB)                    | C.S. comunale                          | 14ª in Eccellenza/B |
| A.S.D. Caprino Calcio           | Caprino Bergamasco (BG)           | Stadio Angelo Stefini                  | 7ª in Eccellenza/B  |
| U.S.D. CasateseRogoredo         | Casatenovo (LC)                   | Stadio comunale                        | 6ª in Eccellenza/B  |
| U.S.D. Cisanese                 | Cisano Bergamasco (BG)            | C.S. comunale                          | 10ª in Eccellenza/B |
| A.C. Crema 1908 A.S.D.          | Crema (CR)                        | Stadio Giuseppe Voltini                | 4ª in Eccellenza/B  |
| S.S. Luciano Manara             | Barzanò (LC)                      | C.S. Figliodoni                        | 8ª in Eccellenza/B  |
| A.S.D. MapelloBonate Calcio     | Mapello e Bonate Sopra (BG)       | C.S. comunale (Mapello)                | 19ª in Serie D/B    |
| A.S.D. NibionnOggiono           | Nibionno e Oggiono (LC)           | Stadio De Coubertin (Oggiono)          | 5ª in Eccellenza/B  |
| F.C.D. Rhodense                 | Rho (MI)                          | Stadio Luigi Panico                    | 2ª in Promozione/A  |
| A.S.D. Rivoltana                | Rivolta d'Adda (CR)               | Stadio comunale                        | 2ª in Promozione/E  |
| Sondrio Calcio S.r.l.           | Sondrio                           | Stadio CONI Castellina                 | 20ª in Serie D/B    |
| C.S. Trevigliese A.S.D.         | Treviglio (BG)                    | Stadio Mario Zanconti                  | 1ª in Promozione/E  |
| A.S.D. Verdello Intercomunale   | Verdello (BG)                     | Stadio Rino Gritti                     | 9ª in Eccellenza/B  |
| A.S.D. Villa d'Almè Valbrembana | Villa d'Almè (BG)                 | Stadio comunale                        | 2ª in Eccellenza/B  |

### Classifica finale
|  | Pos. | Squadra                 | Pt | G  | V  | N  | P  | GF | GS | DR  |
|  | ---- | ----------------------- | -- | -- | -- | -- | -- | -- | -- | --- |
|  | 1.   | Crema                   | 68 | 30 | 20 | 8  | 2  | 73 | 25 | +48 |
|  | 2.   | CasateseRogoredo        | 61 | 30 | 18 | 7  | 5  | 64 | 31 | +33 |
|  | 3.   | Villa d'Almè            | 55 | 30 | 16 | 7  | 7  | 44 | 24 | +20 |
|  | 4.   | Caprino                 | 54 | 30 | 17 | 3  | 10 | 49 | 33 | +16 |
|  | 5.   | AlbinoGandino           | 47 | 30 | 13 | 8  | 9  | 51 | 36 | +15 |
|  | 6.   | Sondrio                 | 47 | 30 | 11 | 14 | 5  | 44 | 35 | +9  |
|  | 7.   | Brianza Cernusco Merate | 47 | 30 | 13 | 8  | 9  | 49 | 40 | +9  |
|  | 8.   | NibionnOggiono          | 44 | 30 | 10 | 14 | 6  | 47 | 40 | +7  |
|  | 9.   | Brugherio               | 38 | 30 | 9  | 11 | 10 | 50 | 59 | -9  |
|  | 10.  | Verdello                | 37 | 30 | 10 | 7  | 13 | 32 | 48 | -16 |
|  | 11.  | Cisanese                | 33 | 30 | 10 | 3  | 17 | 41 | 56 | -15 |
|  | 12.  | Luciano Manara          | 29 | 30 | 7  | 8  | 15 | 39 | 54 | -15 |
|  | 13.  | Trevigliese             | 29 | 30 | 7  | 8  | 15 | 17 | 33 | -16 |
|  | 14.  | MapelloBonate           | 27 | 30 | 7  | 6  | 17 | 27 | 47 | -20 |
|  | 15.  | Rhodense                | 26 | 30 | 7  | 5  | 18 | 35 | 55 | -20 |
|  | 16.  | Rivoltana               | 17 | 30 | 4  | 5  | 21 | 28 | 74 | -46 |

Legenda:

      Promosso in Serie D.

      Ammessa ai play-off nazionali.

 Ai play-off o ai play-out.

      Retrocessa in Promozione 2017-2018 dopo i play-out.

      Retrocessa in Promozione 2017-2018.
Note:

Tre punti a vittoria, uno a pareggio, zero a sconfitta.
In caso di arrivo di due o più squadre a pari punti, la graduatoria verrà stilata secondo la classifica avulsa tra le squadre interessate che prevede, in ordine, i seguenti criteri:
- Punti negli scontri diretti
- Differenza reti negli scontri diretti
- Differenza reti generale
- Reti realizzate in generale
- Sorteggio

### Risultati

#### Tabellone
|                         | ALB  | BCM  | BRU  | CAP  | CAS  | CIS  | CRE  | LM   | MAP  | NIB  | RHO  | RIV  | SON  | TRE  | VER  | VIL  |
| ----------------------- | ---- | ---- | ---- | ---- | ---- | ---- | ---- | ---- | ---- | ---- | ---- | ---- | ---- | ---- | ---- | ---- |
| AlbinoGandino           | –––– | 3-2  | 4-0  | 4-0  | 1-1  | 1-3  | 0-5  | 4-0  | 1-1  | 4-0  | 2-1  | 2-2  | 1-0  | 3-1  | 4-1  | 1-1  |
| Brianza Cernusco Merate | 0-0  | –––– | 1-1  | 1-3  | 1-1  | 4-1  | 1-3  | 2-0  | 1-1  | 2-1  | 3-2  | 2-1  | 1-1  | 2-0  | 0-0  | 0-1  |
| Brugherio               | 1-0  | 3-3  | –––– | 2-1  | 2-4  | 3-2  | 1-1  | 2-2  | 3-0  | 2-2  | 3-2  | 2-3  | 2-2  | 3-1  | 1-1  | 3-2  |
| Caprino                 | 0-1  | 0-1  | 3-2  | –––– | 0-3  | 3-0  | 3-3  | 1-0  | 2-0  | 4-0  | 1-0  | 3-0  | 0-2  | 0-0  | 3-0  | 1-3  |
| CasateseRogoredo        | 1-2  | 2-1  | 2-1  | 4-2  | –––– | 5-0  | 1-1  | 2-0  | 3-0  | 0-4  | 0-2  | 6-0  | 1-1  | 3-0  | 3-0  | 2-1  |
| Cisanese                | 2-1  | 4-0  | 3-1  | 0-1  | 1-4  | –––– | 2-3  | 1-4  | 1-0  | 2-3  | 0-2  | 4-3  | 1-2  | 1-2  | 1-0  | 1-2  |
| Crema                   | 1-0  | 3-2  | 1-0  | 1-2  | 2-2  | 2-0  | –––– | 5-1  | 4-1  | 4-1  | 2-0  | 6-0  | 3-1  | 3-0  | 1-3  | 1-0  |
| Luciano Manara          | 1-0  | 1-4  | 3-1  | 0-1  | 2-2  | 0-1  | 2-2  | –––– | 1-2  | 2-2  | 1-2  | 4-0  | 3-2  | 2-1  | 1-4  | 1-1  |
| MapelloBonate           | 1-2  | 2-1  | 3-3  | 0-1  | 1-2  | 1-3  | 0-1  | 1-0  | –––– | 2-3  | 2-0  | 0-1  | 1-3  | 1-0  | 2-1  | 0-0  |
| NibionnOggiono          | 1-1  | 1-2  | 0-0  | 1-0  | 4-0  | 1-1  | 1-1  | 3-1  | 1-1  | –––– | 2-0  | 2-0  | 0-0  | 0-0  | 4-0  | 1-1  |
| Rhodense                | 2-0  | 1-4  | 4-0  | 2-5  | 0-3  | 1-2  | 0-5  | 1-1  | 3-2  | 4-4  | –––– | 0-2  | 1-1  | 0-1  | 1-2  | 0-1  |
| Rivoltana               | 1-4  | 1-3  | 2-3  | 0-3  | 0-4  | 0-0  | 0-3  | 2-2  | 1-0  | 1-2  | 1-2  | –––– | 0-2  | 2-3  | 0-1  | 1-5  |
| Sondrio                 | 2-2  | 2-1  | 1-1  | 1-1  | 1-0  | 2-1  | 1-1  | 2-2  | 1-1  | 1-1  | 3-1  | 2-2  | –––– | 2-0  | 1-1  | 1-3  |
| Trevigliese             | 1-1  | 0-0  | 0-1  | 1-2  | 0-0  | 1-0  | 0-1  | 0-1  | 1-0  | 0-0  | 0-0  | 2-1  | 0-1  | –––– | 2-0  | 0-2  |
| Verdello                | 3-2  | 0-2  | 2-2  | 0-3  | 1-2  | 1-0  | 0-4  | 2-1  | 0-1  | 2-2  | 1-1  | 2-1  | 1-2  | 0-0  | –––– | 1-0  |
| Villa d'Almè            | 1-0  | 1-2  | 4-1  | 1-0  | 0-1  | 3-3  | 0-0  | 1-0  | 3-0  | 2-0  | 1-0  | 0-0  | 2-1  | 1-0  | 1-2  | –––– |

### Play-off

#### Tabellone
|  | Semifinali | Semifinali       | Semifinali       |              |   | Finale | Finale | Finale |  |
|  |            |                  |                  |              |   |        |        |        |  |
|  | 2          | CasateseRogoredo |                  |              |   |        |        |        |  |
|  | 2          | CasateseRogoredo |                  |              |   |        |        |        |  |
|  | 5          |                  |                  |              |   |        |        |        |  |
|  |            | 2                | CasateseRogoredo | 1            |   |        |        |        |  |
|  |            |                  |                  | 1            |   |        |        |        |  |
|  |            |                  | 3                | Villa d'Almè | 1 |        |        |        |  |
|  | 3          | Villa d'Almè     | 3                | Villa d'Almè | 1 | 2      |        |        |  |
|  | 3          | Villa d'Almè     |                  |              |   |        |        |        |  |
|  | 4          | Caprino          | 1                |              |   |        |        |        |  |

#### Semifinale
| Villa d'Almè | 2-1 | Caprino | Villa d'Almè, 6 maggio 2017 |  |  |  |  |

#### Finale
|                  | Risultato |              | Luogo e data               |
| ---------------- | --------- | ------------ | -------------------------- |
| CasateseRogoredo | 1-1       | Villa d'Almè | Casatenovo, 13 maggio 2017 |
|                  |           |              |                            |

### Play-out
|                | Risultati |                | Luogo e data              |
| -------------- | --------- | -------------- | ------------------------- |
| MapelloBonate  | 0-0       | Trevigliese    | Mapello, 7 maggio 2017    |
| Rhodense       | 1-1       | Luciano Manara | Rho, 7 maggio 2017        |
|                |           |                |                           |
| Trevigliese    | 1-1       | MapelloBonate  | Treviglio, 14 maggio 2017 |
| Luciano Manara | 2-1       | Rhodense       | Barzanò, 14 maggio 2017   |
|                |           |                |                           |

## Girone C

### Squadre partecipanti
| Club                            | Città                             | Stadio                                | Stagione 2015-2016  |
| ------------------------------- | --------------------------------- | ------------------------------------- | ------------------- |
| A.S.D. Adrense 1909             | Adro (BS)                         | C.S. comunale                         | 1ª in Promozione/C  |
| U.S. Bedizzolese                | Bedizzole (BS)                    | Stadio Gian Pietro Siboni             | 10ª in Eccellenza/C |
| A.S.D. Calcio Brusaporto        | Brusaporto (BG)                   | C.S. comunale                         | 6ª in Eccellenza/C  |
| A.S.D. Calcio Romanese          | Calcio e Romano di Lombardia (BG) | C.S. comunale (Romano di Lombardia)   | 3ª in Eccellenza/C  |
| A.C. Calvina Sport              | Calvisano (BS)                    | Stadio comunale                       | 2ª in Promozione/D  |
| A.C. Castellana Calcio          | Castel Goffredo (MN)              | Stadio comunale                       | 4ª in Eccellenza/C  |
| A.S.D. Pol. Comunale Ghisalbese | Ghisalba (BG)                     | Stadio comunale                       | 12ª in Eccellenza/C |
| U.S. Governolese                | Governolo di Roncoferraro (MN)    | Stadio Pietro Vicini                  | 1ª in Promozione/D  |
| F.C. Montichiari S.r.l.         | Montichiari (BS)                  | C.S. Tre Stelle (Desenzano del Garda) | 13ª in Eccellenza/C |
| A.S.D. Orceana Calcio           | Orzinuovi (BS)                    | Stadio comunale                       | 5ª in Eccellenza/C  |
| S.S.D.C.O. Orsa Iseo Intramedia | Iseo (BS)                         | Stadio Giuseppe De Rossi              | 7ª in Promozione/D  |
| A.C. Rezzato                    | Rezzato (BS)                      | Stadio comunale                       | 2ª in Eccellenza/C  |
| A.S.D. Rigamonti Castegnato     | Castegnato (BS)                   | Stadio comunale                       | 7ª in Eccellenza/C  |
| C.S.D. Uesse Sarnico 1908       | Sarnico (BG)                      | Stadio Bortolotti                     | 9ª in Eccellenza/C  |
| A.S.D. Vallecamonica Unica      | Piancogno (BS)                    | Stadio Piamborno                      | 11ª in Eccellenza/C |
| U.S. Vobarno                    | Vobarno (BS)                      | C.S. comunale                         | 8ª in Eccellenza/C  |

### Classifica finale
|  | Pos. | Squadra              | Pt | G  | V  | N  | P  | GF | GS | DR  |
|  | ---- | -------------------- | -- | -- | -- | -- | -- | -- | -- | --- |
|  | 1.   | Rezzato              | 60 | 30 | 18 | 6  | 6  | 45 | 25 | +20 |
|  | 2.   | Orceana              | 55 | 30 | 16 | 7  | 7  | 50 | 37 | +13 |
|  | 3.   | Bedizzolese          | 55 | 30 | 15 | 10 | 5  | 34 | 22 | +12 |
|  | 4.   | Calcio Romanese      | 53 | 30 | 14 | 11 | 5  | 34 | 15 | +19 |
|  | 5.   | Vobarno              | 49 | 30 | 13 | 10 | 7  | 47 | 30 | +17 |
|  | 6.   | Brusaporto           | 45 | 30 | 13 | 6  | 11 | 50 | 46 | +4  |
|  | 7.   | Rigamonti Castegnato | 43 | 30 | 11 | 10 | 9  | 41 | 30 | +11 |
|  | 8.   | Adrense              | 42 | 30 | 11 | 9  | 10 | 35 | 32 | +3  |
|  | 9.   | Vallecamonica        | 42 | 30 | 11 | 9  | 10 | 35 | 33 | +2  |
|  | 10.  | Governolese          | 38 | 30 | 8  | 14 | 8  | 30 | 27 | +3  |
|  | 11.  | Calvina              | 37 | 30 | 8  | 13 | 9  | 37 | 33 | +4  |
|  | 12.  | Castellana           | 34 | 30 | 9  | 7  | 14 | 39 | 43 | -4  |
|  | 13.  | Montichiari          | 28 | 30 | 7  | 7  | 16 | 32 | 52 | -20 |
|  | 14.  | Orsa Iseo            | 28 | 30 | 6  | 10 | 14 | 33 | 50 | -17 |
|  | 15.  | Ghisalbese           | 26 | 30 | 7  | 5  | 18 | 30 | 59 | -29 |
|  | 16.  | Uesse Sarnico        | 14 | 30 | 2  | 8  | 20 | 24 | 62 | -38 |

Legenda:

      Promosso in Serie D.

      Ammessa ai play-off nazionali.

 Ai play-off o ai play-out.

      Retrocessa in Promozione 2017-2018 dopo i play-out.

      Retrocessa in Promozione 2017-2018.
Note:

Tre punti a vittoria, uno a pareggio, zero a sconfitta.
In caso di arrivo di due o più squadre a pari punti, la graduatoria verrà stilata secondo la classifica avulsa tra le squadre interessate che prevede, in ordine, i seguenti criteri:
- Punti negli scontri diretti
- Differenza reti negli scontri diretti
- Differenza reti generale
- Reti realizzate in generale
- Sorteggio

### Risultati

#### Tabellone
|                      | ADR  | BED  | BRU  | CR   | CAL  | CAS  | GHI  | GOV  | MON  | ORC  | ORS  | REZ  | RIG  | SAR  | VAL  | VOB  |
| -------------------- | ---- | ---- | ---- | ---- | ---- | ---- | ---- | ---- | ---- | ---- | ---- | ---- | ---- | ---- | ---- | ---- |
| Adrense              | –––– | 0-0  | 2-0  | 1-3  | 3-2  | 3-1  | 3-2  | 1-0  | 1-0  | 1-0  | 1-1  | 0-1  | 0-0  | 1-0  | 2-2  | 0-1  |
| Bedizzolese          | 1-0  | –––– | 0-1  | 2-1  | 2-2  | 1-0  | 3-0  | 0-0  | 5-3  | 0-2  | 2-1  | 0-0  | 1-1  | 0-0  | 1-0  | 0-2  |
| Brusaporto           | 2-2  | 1-2  | –––– | 0-2  | 2-1  | 4-1  | 3-1  | 1-1  | 1-0  | 1-2  | 2-1  | 1-0  | 2-1  | 3-1  | 3-1  | 1-2  |
| Calcio Romanese      | 0-0  | 0-0  | 1-0  | –––– | 0-0  | 3-0  | 3-0  | 1-0  | 2-1  | 0-2  | 2-0  | 0-1  | 0-0  | 3-0  | 1-0  | 0-0  |
| Calvina              | 2-1  | 1-1  | 3-3  | 0-0  | –––– | 1-2  | 2-0  | 3-1  | 1-0  | 0-1  | 2-0  | 1-3  | 0-3  | 5-0  | 2-3  | 1-1  |
| Castellana           | 3-2  | 0-1  | 2-2  | 0-1  | 1-1  | –––– | 2-1  | 0-1  | 1-1  | 1-2  | 3-0  | 0-1  | 2-3  | 3-0  | 1-1  | 2-2  |
| Ghisalbese           | 2-1  | 0-1  | 3-1  | 2-2  | 0-0  | 0-2  | –––– | 1-1  | 0-1  | 3-2  | 0-3  | 4-2  | 0-2  | 2-1  | 3-1  | 0-2  |
| Governolese          | 1-0  | 1-2  | 0-0  | 1-0  | 0-0  | 1-3  | 2-0  | –––– | 3-0  | 1-1  | 1-1  | 2-2  | 1-1  | 3-2  | 0-1  | 3-2  |
| Montichiari          | 0-1  | 2-0  | 1-5  | 1-1  | 1-3  | 1-1  | 3-3  | 0-3  | –––– | 2-3  | 2-0  | 1-3  | 2-2  | 3-1  | 1-0  | 0-2  |
| Orceana              | 1-0  | 0-0  | 2-1  | 0-0  | 1-1  | 2-1  | 3-0  | 0-0  | 3-2  | –––– | 4-2  | 0-1  | 4-2  | 2-0  | 1-0  | 1-0  |
| Orsa Iseo            | 3-1  | 1-2  | 2-2  | 0-2  | 0-0  | 3-1  | 0-0  | 1-1  | 1-1  | 3-3  | –––– | 0-1  | 1-2  | 2-2  | 0-1  | 0-5  |
| Rezzato              | 1-1  | 1-0  | 3-0  | 2-2  | 1-0  | 3-2  | 2-0  | 1-0  | 4-0  | 4-2  | 3-0  | –––– | 0-1  | 0-0  | 2-1  | 0-2  |
| Rigamonti Castegnato | 1-1  | 1-2  | 4-0  | 1-1  | 0-0  | 1-0  | 3-0  | 1-1  | 0-1  | 2-0  | 2-3  | 1-0  | –––– | 3-0  | 0-1  | 1-2  |
| Sarnico              | 0-3  | 0-3  | 1-3  | 0-2  | 1-2  | 1-3  | 2-3  | 0-0  | 1-0  | 3-1  | 0-1  | 1-1  | 2-2  | –––– | 0-2  | 3-3  |
| Vallecamonica        | 1-2  | 0-0  | 2-4  | 1-0  | 0-0  | 0-1  | 3-0  | 1-0  | 0-0  | 4-3  | 1-1  | 3-1  | 1-0  | 1-1  | –––– | 2-2  |
| Vobarno              | 1-1  | 1-2  | 2-1  | 0-1  | 2-1  | 0-0  | 3-0  | 1-1  | 1-2  | 2-2  | 1-2  | 0-1  | 2-0  | 2-1  | 1-1  | –––– |

### Play-off

#### Tabellone
|  | Semifinali | Semifinali  | Semifinali |         |   | Finale   | Finale | Finale |  |
|  |            |             |            |         |   |          |        |        |  |
|  | 2          | Orceana     | 0          |         |   |          |        |        |  |
|  | 2          | Orceana     | 0          |         |   |          |        |        |  |
|  | 5          | Vobarno     | 1          |         |   |          |        |        |  |
|  | 5          | Vobarno     | 1          |         | 4 | Romanese | 3      |        |  |
|  |            |             |            |         | 4 | Romanese | 3      |        |  |
|  |            |             | 5          | Vobarno | 0 |          |        |        |  |
|  | 3          | Bedizzolese | 5          | Vobarno | 0 | 1        |        |        |  |
|  | 3          | Bedizzolese |            |         |   |          |        |        |  |
|  | 4          | Romanese    | 2          |         |   |          |        |        |  |

#### Semifinali
|             | Risultati |          | Luogo e data             |
| ----------- | --------- | -------- | ------------------------ |
| Orceana     | 0-1       | Vobarno  | Orzinuovi, 6 maggio 2017 |
| Bedizzolese | 1-2       | Romanese | Bedizzole, 6 maggio 2017 |

#### Finale
|                 | Risultato |         | Luogo e data                        |
| --------------- | --------- | ------- | ----------------------------------- |
| Calcio Romanese | 3-0       | Vobarno | Romano di Lombardia, 13 maggio 2017 |

### Play-out
|             | Risultati |             | Luogo e data                        |
| ----------- | --------- | ----------- | ----------------------------------- |
| Orsa Iseo   | 2-2       | Montichiari | Iseo, 7 maggio 2017                 |
| Montichiari | 1-4       | Orsa Iseo   | Desenzano del Garda, 14 maggio 2017 |